# نواه شكسبير
نواه شكسبير هو سياسي كندي، ولد في 26 يناير 1839، وتوفي في 13 مايو 1921.